# Pevnost Dobrošov (evropsky významná lokalita)
Evropsky významná lokalita Pevnost Dobrošov se nachází poblíž vsi Dobrošov přibližně 2 km jihovýchodně od Náchoda a zahrnuje dělostřeleckou tvrz Dobrošov, rozsáhlé sály propojené systémem chodeb v podzemí tvrze (včetně srubů Zelený, Jeřáb a Můstek) a nedokončené systémy štol. Předmětem ochrany je lokalita netopýra brvitého (Myotis emarginatus), netopýra velkého (Myotis myotis) a vrápence malého (Rhinolophus hipposideros). Netopýr brvitý má zde jedno z pěti nejvýznamnějších zimovišť ČR. Netopýr velký a vrápenec malý zde mají regionálně významné zimoviště. Kromě těchto tří druhů netopýrů bylo v EVL zjištěno 8 dalších chráněných druhů netopýrů a to například netopýr černý (Barbastella barbastellus), netopýr ušatý (Plecotus auritus), netopýr severní (Eptesicus nilssonii) či netopýr vodní (Myotis daubentonii). Pravidelné kontroly a sčítání netopýrů zde byly zahájeny již v letech 1965 až 1972. V roce 1973, zde natočil film Otakar Vávra Dny zrady. EVL spravuje Krajský úřad Královéhradeckého kraje.